# Zumholz
Zumholz è una frazione di 397 abitanti del comune svizzero di Plaffeien, nel Canton Friburgo (distretto della Sense).

## Storia

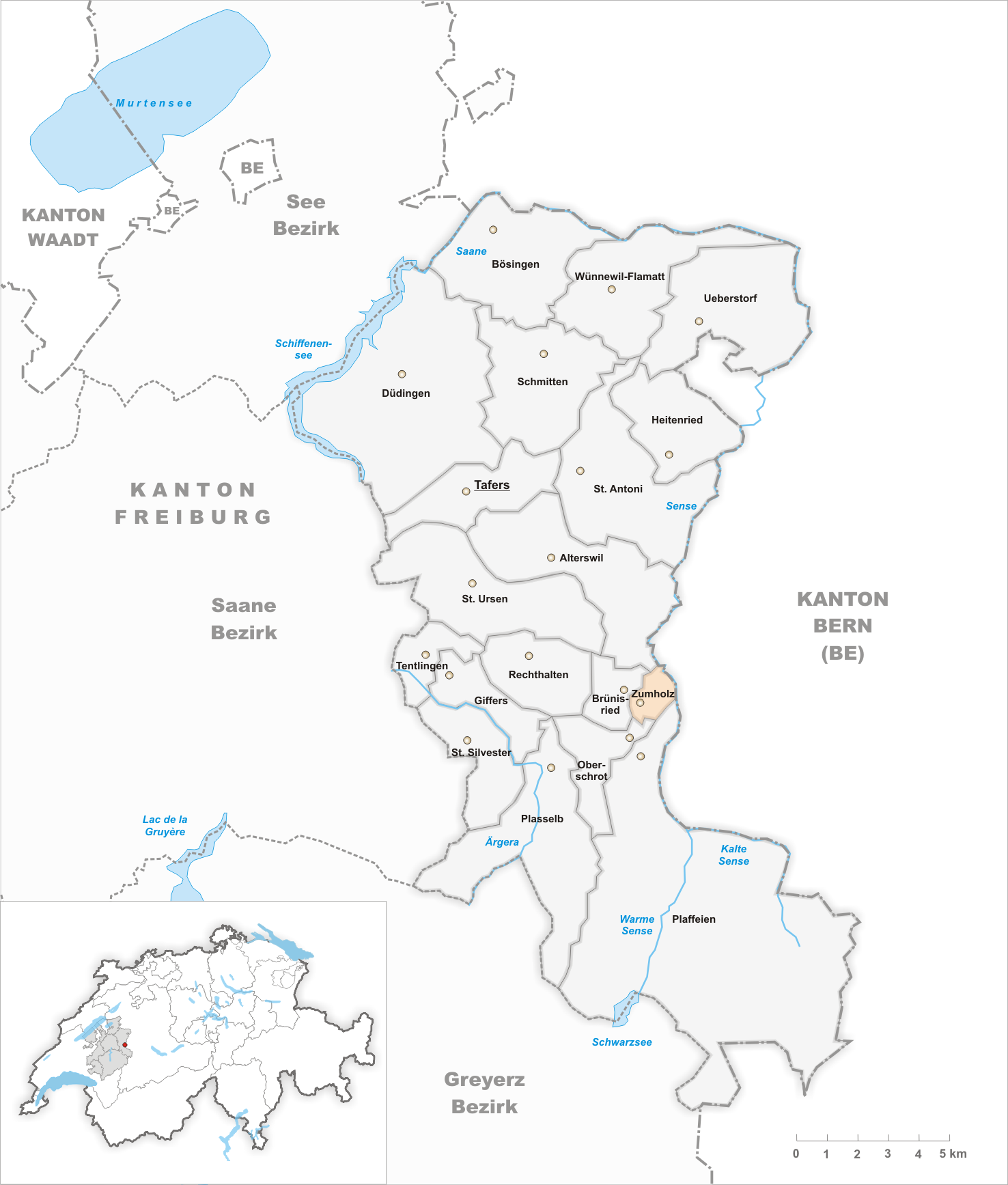
Il territorio del comune di Zumholz prima degli accorpamenti comunali del 2017

Già comune autonomo istituito nel 1832, si estendeva per 1,91 km² e comprendeva anche le frazioni di Bodenacker, Brand, Bühli, Eggersmatt, Halta, Hasenholz, Leimbach, Riedgarten, Schürhalta e Sensematt; il 1º gennaio 2017 è stato accorpato a Plaffeien assieme all'altro comune soppresso di Oberschrot.

## Società

### Evoluzione demografica
L'evoluzione demografica è riportata nella seguente tabella:
Abitanti censiti

## Amministrazione
Ogni famiglia originaria del luogo fa parte del comune patriziale che ha la responsabilità della manutenzione di ogni bene comune.